# NORAD

Logotipo de NORAD

NORAD es el acrónimo de North American Aerospace Defense Command (Mando Norteamericano de Defensa Aeroespacial).
Se trata de una organización conjunta de Canadá y los Estados Unidos que provee de defensa y control aéreo a Canadá y al área continental de los Estados Unidos. Se fundó el 12 de mayo de 1958 bajo el nombre de Mando Norteamericano de Defensa Aérea (North American Air Defense Command). Desde 1963, la principal instalación del NORAD está en Cheyenne Mountain, en el estado de Colorado. En dichas instalaciones transcurre buena parte de la película Juegos de guerra y también la serie de ciencia ficción Stargate SG-1.
Mientras que los términos "NORAD" y "Cheyenne Mountain" son usados indistintamente en el lenguaje común, lo cierto es que NORAD es el nombre de la unidad, mientras que Cheyenne Mountain se refiere a las instalaciones del cuartel general.

## Misión

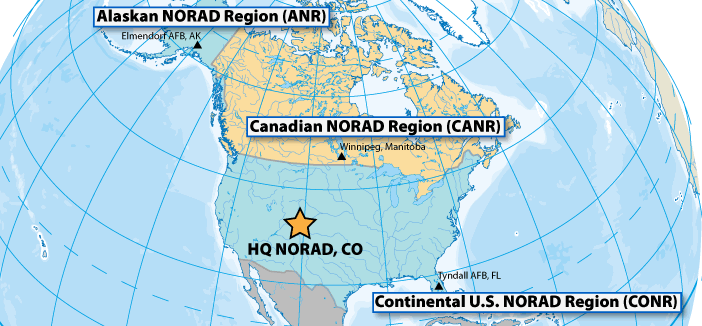
Organización del NORAD.

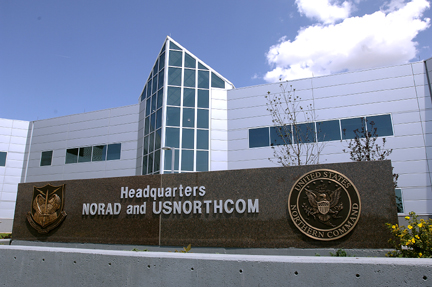
Cuarteles del NORAD.

NORAD provee comunicación global, detección, validación y alerta de posibles ataques de misiles balísticos hacia Norteamérica, abarcando detección continental; también provee alerta temprana en tiempo de paz en caso de que el espacio aéreo esté comprometido.

## Historia
El NORAD fue creado como una respuesta a la amenaza de bombarderos soviéticos de largo alcance que podrían atacar Estados Unidos y Canadá. A principios de 1950 los dos países llegaron a un acuerdo para construir una serie de radares de alerta temprana a través de sus territorios para detectar posibles ataques soviéticos a través del Ártico. En total se construyeron 58 estaciones de radar a lo largo del paralelo 69. Esta infraestructura proporcionaba una prealerta de tres horas antes de que el ataque llegara a centros de población de ambos países. Más tarde, durante la presidencia de George W. Bush, la misión y extensión de la misión del NORAD llevó al cambio de nombre a North American Aerospace Defense Command (Mando Norteamericano de Defensa Aeroespacial), en marzo de 2007.

### Guerra Fría y falsas alarmas

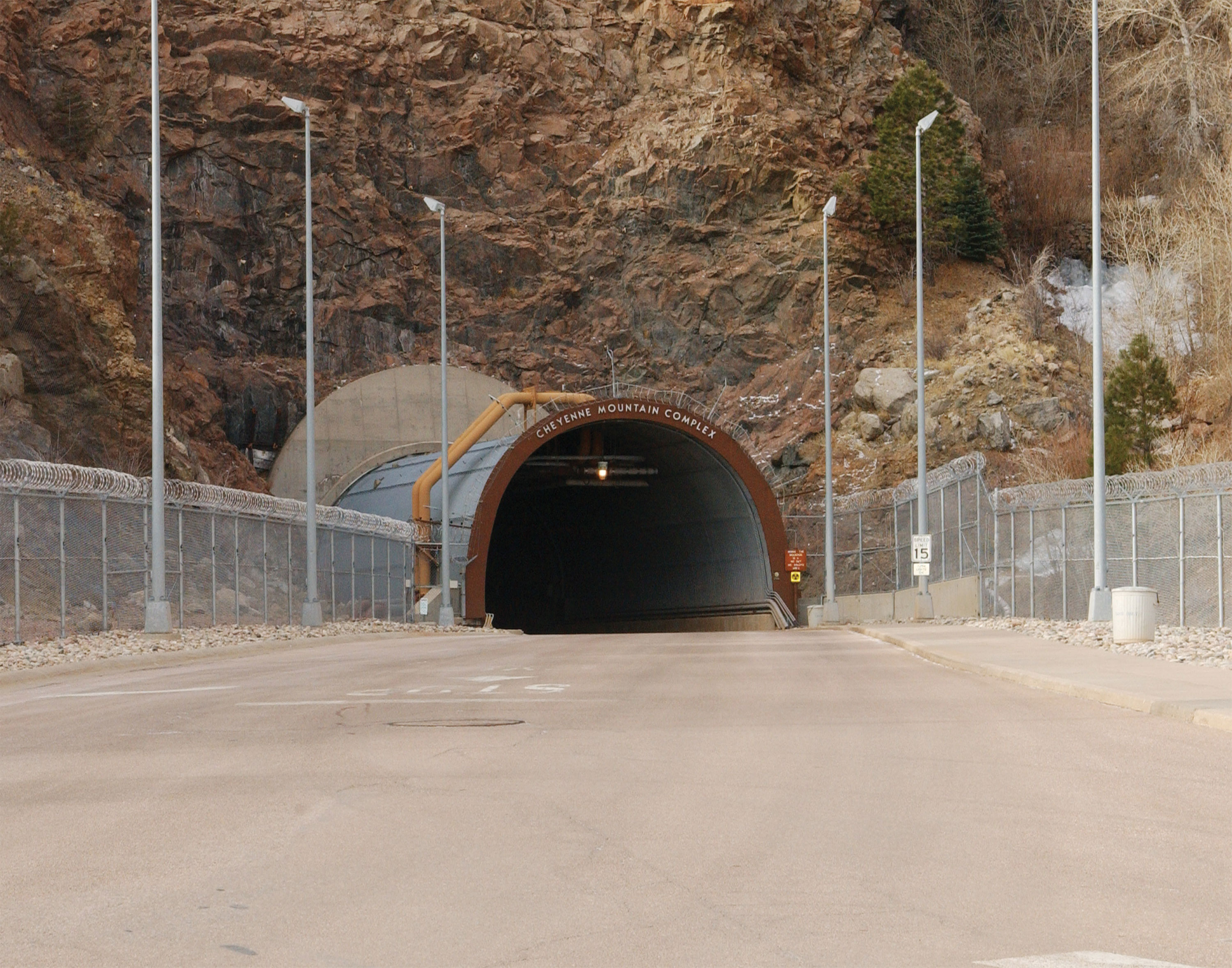
Entrada al complejo de la montaña Cheyenne.

A principios de 1960 el centro empleaba 250 000 personas. Después de la introducción de misiles intercontinentales y de lanzamientos submarinos se construyó un sistema especial de advertencia global para detectar, rastrear e identificar lanzamientos. 
El sistema del NORAD ha tenido incidentes, como fallos en super-computadores, que pudieron haber causado una guerra nuclear. El último tuvo lugar el 9 de noviembre de 1979 el cual ocasionó una falsa alarma que se extendió en varias bases de la Fuerza Aérea estadounidense alrededor del mundo y ocasionó que los bombarderos del Pacífico fueran puestos en el aire con armamento nuclear.

## Periodo posterior a la Guerra Fría

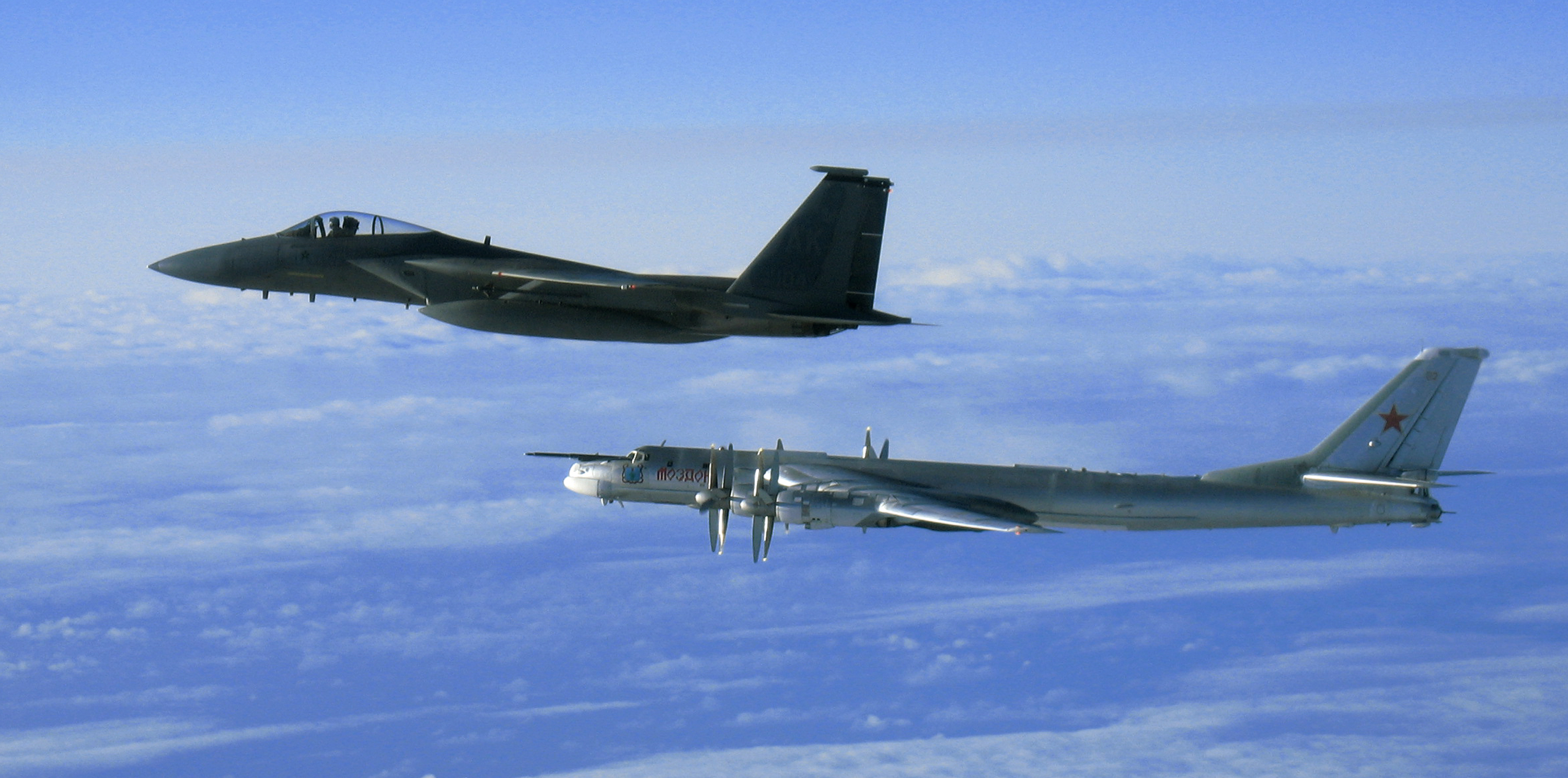
F-15 y Tu-95 durante vuelos cerca de Alaska.

Después del fin de la Guerra Fría y para evitar recortes en su presupuesto, el NORAD se destinó a cubrir operaciones contra el narcotráfico.

## Después del 11 de septiembre
Después de los ataques del 11 de septiembre de 2001, la misión del centro incluyó la monitorización de todos los vuelos realizados en Estados Unidos. NORAD coordinó la operación Noble Eagle para vigilar los cielos del país usando aviones de alerta temprana Boeing E-3 Sentry.
El 28 de julio de 2006, los oficiales superiores de NORAD acordaron consolidar toda la información generada y las operaciones diarias del centro al edificio Peterson de la Fuerza Aérea en Colorado Springs. Desde entonces la montaña Cheyenne es utilizada solamente como un refugio.